# Anselm Umoren
Anselm Umoren MSP (* 14. April 1962 in Ukana Nto, Akwa Ibom) ist ein nigerianischer römisch-katholischer Ordensgeistlicher und Weihbischof in Abuja.

## Leben
Anselm Umoren besuchte das Kleine Seminar Queen of Apostles in Afaha Obong. Danach trat er der Ordensgemeinschaft der Missionary Society of St. Paul of Nigeria bei. Umoren studierte Philosophie und Katholische Theologie am National Missionary Seminary of St. Paul in Gwagwalada. Am 18. Juni 1988 empfing er das Sakrament der Priesterweihe.
Umoren war zunächst als Missionar in Kissi Bendu in Sierra Leone (1989–1991) und als Koordinator des Flüchtlingshilfsprogramms des Bistums Kenema in Guéckédou (1991–1992) tätig, bevor er 1992 Ausbilder und Ökonom am Ausbildungshaus seiner Ordensgemeinschaft in Iperu wurde. Von 1995 bis 2001 wirkte er als Pfarrvikar der Pfarrei St. John Bosco im Bistum Buéa in Kamerun. Zudem war er von 1995 bis 2003 Mitglied des Generalrats der Missionary Society of St. Paul of Nigeria. Nach weiterführenden Studien erwarb Anselm Umoren 2005 am Kimmage Development Studies Centre einen Master im Fach Entwicklungsforschung und an der Irish School of Ecumenics in Dublin einen Master im Fach internationale Friedensforschung. Anschließend war Umoren als Missionar im Bistum Torit im Südsudan tätig. 2008 wurde Anselm Umoren Generalsuperior der Missionary Society of St. Paul of Nigeria.
Papst Benedikt XVI. ernannte ihn am 8. November 2011 zum Weihbischof in Abuja und zum Titularbischof von Scampa. Der Erzbischof von Abuja, John Onaiyekan, spendete ihm am 2. Februar 2012 die Bischofsweihe; Mitkonsekratoren waren Anthony Ademu Adaji MSP, Bischof von Idah, und Joseph Edra Ukpo, Erzbischof von Calabar. Sein Wahlspruch All things in love („Alles in Liebe“) stammt aus 1 Kor 16,14 . In der Nigerianischen Bischofskonferenz ist Anselm Umoren Verantwortlicher für Wallfahrten, Synoden und Kongresse.